# Chronicon Lethrense
El Chronicon Lethrense (en danés: Lejrekrøniken, Crònica de Lejre) és una petita obra medieval danesa del segle xii, escrita en llatí.
A diferència del Chronicon Roskildense, que sobretot dona informació sobre fets històrics després de l'entrada del cristianisme a Dinamarca, el Chronicon Lethrense és un document del folklore autòcton sobre anteriors reis pagans i aventures i històries seues. En aquest sentit no hi ha massa diferència amb la primera part de Brevis Historia Regum Dacie de Sven Aagesen o Gesta Danorum de Saxo Grammaticus, tot i que aquesta és una obra més petita i de menor qualitat. Se la coneix també com a Crònica dels reis de Lejre.
Un dels aspectes remarcables del Chronicon Lethrense és l'odi profund de l'autor cap a tota qüestió alemanya, que a vegades arriba a proporcions èpiques. Aquest odi també es pot percebre, tot i que en menor grau, en Brevis Historia Regum Dacie i en Gesta Danorum.
La versió originària del Chronicon Lethrense és una obra pròpia. Les seues històries són interessants i al llarg del temps se'n feren còpies que s'han trobat en altres indrets. Va haver-n'hi una còpia del segle xiv en els annals en llatí de la Catedral de Lund. A causa d'això, el Chronicon Lethrense es relaciona sovint amb els Annales Lundenses, de la qual ara és una part; és poc probable, però, que la crònica originàriament estigués inclosa en aquesta antologia.

## Història
Els historiadors coincideixen que es va compondre durant la segona meitat del segle xii, potser al voltant del 1170, i és anterior a la famosa Gesta Danorum, amb la qual comparteix moltes tradicions que no es troben pas en altres fonts. Segurament el Chronicon Lethrense o fonts properes fossen inspiració per a Saxo Grammaticus.

## Autoria
L'autor n'és anònim; hi ha conjectures, però, sobre un escalda relacionat amb l'església en Roskilde. Aquesta opinió se sustenta en el gran interés que l'autor té en la ciutat, que descriu fil per randa, el relat de com va arribar a anomenar-se i la promesa d'immortalitat de la ciutat pels seus escrits.